# Neoscaptia torquata
Neoscaptia torquata là một loài bướm đêm thuộc phân họ Arctiinae, họ Erebidae.